# Olimpíada d'escacs de 1935
L'Olimpíada d'escacs de 1935 fou un torneig d'escacs per equips nacionals que es va celebrar entre els dies 16 d'agost i 31 d'agost a Varsòvia. Fou la sisena Olimpíada oficial organitzada per la FIDE. La competició era oberta. Al mateix temps es va celebrar el V Campionat del món femení.

## Torneig

### Organització
Hi participaren 99 jugadors de 20 països; cada equip nacional tenia cinc jugadors (quatre de titulars i un de suplent); l'Argentina fou l'únic equip amb només quatre jugadors. No hi va participar l'equip soviètic, tot i que havia estat convidat per l'organització. En canvi, sí que hi va jugar Lituània, que llavors era en conflicte amb Polònia.
El director del torneig, com a responsable del Comitè Organitzador, fou el famós mestre d'escacs retirat Dawid Przepiórka. El sistema de puntuació era olímpic, és a dir, els punts no eren el resultat dels matxs entre els equips, sinó la suma dels resultats individuals en cada escaquer (un punt per partida guanyada, mig per les taules, i zero per partida perduda).

### Desenvolupament de la competició
A la primera part de la competició, Suècia es va col·locar líder, i a mitjan torneig duia tres punts d'avantatge sobre Polònia, seguida pels Estats Units i Hongria. Els Estats Units, en particular, malgrat que eren els campions vigents, havien començat molt malament, perdent contra Suècia i Hongria, però es varen recuperar a partir de la cinquena ronda, guanyant Irlanda. La primera desfeta sueca es va produir a la dotzena ronda, contra Iugoslàvia, i a les següents va perdre progressivament l'avantatge que havia acumulat, fins que Suècia fou superada a darrera hora pels Estats Units i Polònia.

### Resultats absoluts
| Pos.              | Equip                        | Jugadors                                                                                              | Punts |
| ----------------- | ---------------------------- | --- | ----- |
| Medalla d'or      | Estats Units                 | Reuben Fine, Frank Marshall, Abraham Kupchik, Arthur Dake, Israel Albert Horowitz                     | 54    |
| Medalla de plata  | Suècia                       | Gideon Ståhlberg, Gösta Stoltz, Erik Lundin, Gösta Danielsson, Ernst Larsson                          | 52,5  |
| Medalla de bornze | Polònia                      | Savielly Tartakower, Paulino Frydman, Miguel Najdorf, Henryk Friedman, Kazimierz Makarczyk            | 52    |
| 4                 | Hongria                      | Lajos Steiner, Andor Lilienthal, Kornél Havasi, László Szabó, Pál Réthy                               | 51    |
| 5                 | Txecoslovàquia               | Salo Flohr, Karel Opočensky, Josef Rejfiř, Karel Treybal, Jiří Pelikán                                | 49    |
| 6                 | Iugoslàvia                   | Milan Vidmar, Vasja Pirc, Boris Kostić, Petar Trifunović, Imre König                                  | 45,5  |
| 7                 | Àustria                      | Ernst Grünfeld, Rudolf Spielmann, Erich Eliskases, Hans Müller, David Podhorzer                       | 43,5  |
| 8                 | Argentina                    | Roberto Grau, Jacobo Bolbochan, Isaias Pleci, Carlos Maderna                                          | 42    |
| 9                 | Letònia                      | Vladimirs Petrovs, Fricis Apšenieks, Movsas Feigins, Wolfgang Hasenfuss, A. Krūmiņš                   | 41    |
| 10                | França                       | Aleksandr Alekhin, Louis Betbeder, André Muffang, Victor Kahn, Maurice Raizman                        | 38    |
| 11                | Estònia                      | Paul Keres, Gunnar Friedemann, Leho Laurine, Ilmar Raud, Feliks Kibbermann                            | 37,5  |
| 12                | Regne Unit                   | William Winter, George Alan Thomas, Conel Hugh O'Donel Alexander, Henry Ernest Atkins, Harry Golombek | 37    |
| 13                | Finlàndia                    | Eero Böök, Birger Rasmusson, Ilmari Solin, Ragnar Krogius, Soivo Salo                                 | 35    |
| 14                | Lituània                     | Vladas Mikėnas, Aleksandras Machtas, Isakas Vistaneckis, Povilas Vaitonis, Markas Luckis              | 34    |
| 15                | Mandat britànic de Palestina | Yosef Porath, David Enoch, Yosef Dobkin, Victor Winz, Moshe Czerniak                                  | 32    |
| 16                | Dinamarca                    | Erik Andersen, Bjørn Nielsen, Jens Enevoldsen, Julius Nielsen, Ernst Sørensen                         | 31,5  |
| 17                | Romania                      | H. Silbermann, Traian Ichim, Miklos Brody, Stefan Erdélyii, Toma Popa                                 | 27,5  |
| 18                | Itàlia                       | Antonio Sacconi, Mario Monticelli, Stefano Rosselli del Turco, Max Romih, Mario Napolitano            | 24    |
| 19                | Suïssa                       | Oskar Naegeli, Henri Grob, Walter Michel, Adolf Stähelin, Fritz Gygli                                 | 21    |
| 20                | Irlanda                      | Brian Reilly, James Creevey, John O'Hanlon, Timothy Cranston, Austin De Burca                         | 12    |

### Premis individuals
Guanyaren medalles els tres millos jugadors (en percentatge de puntuació) de cada tauler. També hi hagué premis per la millor partida i per al millor final: el premi a la millor partida fou per a l'austríac Erich Eliskases per la seva partida contra el francès André Muffang, i el premi al millor final fou per al polonès Paulin Frydman i el suec Gösta Stoltz.
|                   | Jugadors            | Equip          | Punts | Partides | Percentatge |
| ----------------- | ------------------- | -------------- | ----- | -------- | ----------- |
| Medalla d'or      | Salo Flohr          | Txecoslovàquia | 13    | 17       | 76,5        |
| Medalla de plata  | Aleksandr Alekhin   | França         | 12    | 17       | 70,6        |
| Medalla de bronze | Gideon Ståhlberg    | Suècia         | 11,5  | 17       | 67,6        |
| Medalla de bronze | Savielly Tartakower | Polònia        | 11,5  | 17       | 67,6        |

|                   | Jugadors         | Equip     | Punts | Partides | Percentatge |
| ----------------- | ---------------- | --------- | ----- | -------- | ----------- |
| Medalla d'or      | Andor Lilienthal | Hongria   | 15    | 19       | 78,9        |
| Medalla de plata  | Paulin Frydman   | Polònia   | 11,5  | 16       | 71,9        |
| Medalla de bronze | Gösta Stoltz     | Suècia    | 12    | 19       | 63,2        |
| Medalla de bronze | Jacobo Bolbochan | Argentina | 12    | 19       | 63,2        |

|                   | Jugadors        | Equip        | Punts | Partides | Percentatge |
| ----------------- | --------------- | ------------ | ----- | -------- | ----------- |
| Medalla d'or      | Erich Eliskases | Àustria      | 15    | 19       | 78,9        |
| Medalla de plata  | Kornél Havasi   | Hongria      | 8     | 11       | 72,7        |
| Medalla de bronze | Abraham Kupchik | Estats Units | 10    | 14       | 71,4        |

|                   | Jugadors         | Equip        | Punts | Partides | Percentatge |
| ----------------- | ---------------- | ------------ | ----- | -------- | ----------- |
| Medalla d'or      | Arthur Dake      | Estats Units | 15,5  | 18       | 86,1        |
| Medalla de plata  | Gösta Danielsson | Suècia       | 15    | 19       | 78,9        |
| Medalla de bronze | Petar Trifunović | Iugoslàvia   | 12,5  | 16       | 78,1        |

|                   | Jugadors               | Equip          | Punts | Partides | Percentatge |
| ----------------- | ---------------------- | -------------- | ----- | -------- | ----------- |
| Medalla d'or      | Israel Albert Horowitz | Estats Units   | 12    | 15       | 80          |
| Medalla de plata  | Jiří Pelikán           | Txecoslovàquia | 10,5  | 15       | 70          |
| Medalla de bronze | Markas Luckis          | Lituània       | 11    | 16       | 65,8        |